# Того (фильм)
«Того» (англ. Togo) — исторический фильм 2019 года американского режиссёра Эриксона Кора, который посвящён событиям Великой гонки милосердия 1925 года. События произведения разворачиваются вокруг погонщика Леонарда Сеппала и его пса Того, прошедших вместе самый длинный отрезок пути в эстафете.

## Сюжет
Фильм имеет две параллельные сюжетные линии: первая разворачивается в 1910-х годах в период ранней жизни Того, а вторая — в конце января и начале февраля 1925 года. Место событий — аляскинский город Ном.
В 1913 году у Леонарда Сеппалы, каюра норвежского происхождения, рождается щенок, которого, вопреки мнению жены-бельгийки Констанции, недооценивает. Маленький пёс неоднократно сбегает из вольера и даже амбара. Даже две попытки отдать щенка остаются тщетными, так как тот всё равно возвращается к погонщику. В конце концов, Сеппала меняет своё мнение и начинает восхищаться псом, которого называют Того, в честь японского адмирала Хэйхатиро.
Спустя почти десять лет после этих событий в городе Ном вспыхивает эпидемия дифтерии. Местную больницу закрывают на карантин. Дети находятся на границе между жизнью и смертью. Единственная надежда Нома — это уже прославившийся Леонард Сеппала. Последнему ничего не остаётся, как вместе со своим сильно постаревшим псом Того отправиться за необходимым лекарством, сывороткой с антитоксином, в Ненану, до которой, как говорят местные, в одно время Сепп добрался всего за 4 дня. Тем не менее Констанция предупреждает мужа о большом риске, на который идёт Леонард, запрягая Того: пёс может попросту не выдержать этот огромный забег.
Судьба Нома остаётся в руках погонщиков и собачьих упряжек.

## В ролях
- Уиллем Дефо в роли Леонарда Сеппалы
- Джулианна Николсон в роли Констанции Сеппалы, жены Леонарда
- Кристофер Хейердал в роли Джорджа Мэйнарда, мэра Нома
- Ричард Дормер в роли доктора Кёртиса Уэлча
- Шон Бэнсон в роли Гуннара Каасена
- Дизель в роли Того
- Николай Николаефф в роли Дэна Мёрфи
- Майкл Макэлхаттон в роли Яфета Линдеберга

## Критика
Сайт Rotten Tomatoes присвоил фильму 8,2/10 баллов, а Metacritic — 71 балл из 100.